# プロフェシー
『プロフェシー』（原題: The Mothman Prophecies）は、2002年のアメリカ映画。

## 概要
謎の怪現象に連続して見舞われた男がそれらに意味があることを突き止めてゆくミステリー作品。アメリカで実際に目撃されたモスマンを題材にしているが、制作に関わった関係者の謎の死が相次いで発生した。また、モスマンに関わった事例なども次々事故などが相次いでいるため、「モスマンの呪い」と言われている。
原作はジョン・A・キールによる、モスマン事件についての調査報告と実体験をまとめた『モスマンの黙示』。

## ストーリー
ワシントン・ポスト紙の記者ジョンは妻メアリーと幸せに暮らしていた。クリスマス・イブの夜、妻が運転中に事故を起こし、謎の言葉とメモを残して死亡する。2年後、クルマで出張に向かう途中、ジョンは気が付くと1時間では到底、移動できない600㎞も離れた見知らぬ町に迷い込み、不思議な事件に遭遇する。やがてメアリーの死に繋がる手掛かりを発見し、自らも事件に巻き込まれていく。

## 登場人物
ジョン・クライン
演 - リチャード・ギア
ワシントン・ポスト紙の記者。テレビにも出ている有名人。物腰は柔らかいが妻に対する愛情はまともながらも行き過ぎており、住宅売買の場で情事を嗜むなど節操がない。なぜか住所とは全然違う距離のポイントプレザントにたどりつく謎の体験をする。
コニー・ミルズ
演 - ローラ・リニー
女性警官。警官だけあり法律に詳しい。ジョンに親切にしながらも住所から全然距離が違い、突如現れたことには怪しいという感情をあらわにする。
ゴードン・スモールウッド
演 - ウィル・パットン
ポイントプレザントの住民。クリスチャン。善良な市民だが、ジョンと似た容姿のストーカーに悩まされており、ジョンを訝しみ、攻撃的な態度をとる。その後は誤解だとわかりジョンに下手に出るようになる。幻覚と幻聴に悩まされている。後に凍死が死因で急死する。
メアリー・クライン
演 - デブラ・メッシング
ジョンの妻。交通事故にあって入院し、検査の過程で「めったにない病気」であることが判明し、治療がままならないままに死亡。
デニース・スモールウッド
演 - ルシンダ・ジェニー
ゴードンの妻。夫とは違いジョンを疑わず、冷静に接している。
アレクサンダー・リーク
演 - アラン・ベイツ
博士。古代歴史を研究している。かつてはコーネル大学の教授だった。ジョンにモスマンの情報を伝える。
エド・フライシュマン
演 - デヴィッド・エイゲンバーグ
ジョンの同僚。妻をなくしたジョンのことを気にかけている。
ロブ・マッカラム
演 - マーフィ・ダン
知事。
インドリッド・コールド
声 - マーク・ペリントン
ジョンの素性と行動を熟知している謎の存在。

## キャスト
| 役名                         | 俳優                       | 日本語吹替                                                                                  | 日本語吹替                                                                                |
| 役名                         | 俳優                       | ソフト版                                                                                    | テレビ東京版                                                                              |
| ---------------------------- | -------------------------- | ------------------------------------------------------------------------------------------- | ----------------------------------------------------------------------------------------- |
| ジョン・クライン             | リチャード・ギア           | 原康義                                                                                      | 津嘉山正種                                                                                |
| コニー・ミルズ               | ローラ・リニー             | 佐々木優子                                                                                  | 山像かおり                                                                                |
| ゴードン・スモールウッド     | ウィル・パットン           | 斎藤志郎                                                                                    | 安原義人                                                                                  |
| メアリー・クライン           | デブラ・メッシング         | 勝生真沙子                                                                                  | 藤井佳代子                                                                                |
| デニース・スモールウッド     | ルシンダ・ジェニー         | 唐沢潤                                                                                      | 北條文栄                                                                                  |
| アレクサンダー・リーク博士   | アラン・ベイツ             | 森章二                                                                                      | 稲垣隆史                                                                                  |
| エド・フライシュマン         | デヴィッド・エイゲンバーグ | 境賢一                                                                                      | 檀臣幸                                                                                    |
| サイラス・ビルズ             | ボブ・トレイシー           | 平野稔                                                                                      | 上田敏也                                                                                  |
| ロブ・マッカラム知事         | マーフィ・ダン             | 永田博丈                                                                                    | 小島敏彦                                                                                  |
| インドリッド・コールド（声） | マーク・ペリントン         | 諸角憲一                                                                                    | 津嘉山正種                                                                                |
| その他                       | N/A                        | 田畑ゆり 乃村健次 佐藤晴男 伊藤栄次 那須文恵 細野雅世 宗矢樹頼 蓮池龍三 小池亜希子 櫻井章喜 | 伊藤昌一 野村須磨子 松谷彼哉 大黒和広 黒田崇矢 横尾博之 滝知史 林摩理子 水野光太 木下紗華 |
|                              |                            |                                                                                             |                                                                                           |
| 演出                         |                            | 岩見純一                                                                                    | 松川陸                                                                                    |
| 翻訳                         |                            | 前田美由紀                                                                                  | 筒井愛子                                                                                  |
| 調整                         |                            | 亀田亮治                                                                                    | 栗林秀年                                                                                  |
| 効果                         |                            |                                                                                             | VOX                                                                                       |
| 担当                         |                            |                                                                                             | 井村恵樹 井村太一 （スケアクロウ）                                                        |
| プロデューサー               |                            |                                                                                             | 久保一郎 渡邉一仁 寺原洋平 （テレビ東京）                                                 |
| 制作                         |                            | ACクリエイト                                                                                | テレビ東京 スケアクロウ                                                                   |

- テレビ東京版吹替：初回放送2005年4月28日『木曜洋画劇場』 21:00-22:54

## スタッフ
- 監督：マーク・ペリントン
- 製作総指揮：テリー・A・マッケイ、テッド・タネンバウム、リチャード・S・ライト
- 製作：ゲイリー・W・ゴールドスタイン、ゲイリー・ルチェシ、トム・ローゼンバーグ
- 原作：ジョン・A・キール
- 脚色：リチャード・ヘイテム
- 音楽：トムアンドアンディ
- 撮影監督：フレッド・マーフィ
- 編集：ブライアン・バーダン
- 提供：レイクショア・エンターテインメント